# Микроклональное размножение растений
Микроклональное размножение растений — один из способов вегетативного размножения в условиях «in vitro».

## Общая информация
Для семенных растений характерны  2 разных  способа размножения: семенной и вегетативный. Оба эти способа имеют как преимущества, так и недостатки. К недостаткам семенного размножения следует отнести, в первую очередь, генетическую пестроту получаемого посадочного материала и длительность ювенильного периода. При вегетативном размножении сохраняется генотип материнского растения и сокращается продолжительность ювенильного периода. 
Однако для большинства видов (в первую очередь для древесных пород) проблема вегетативного размножения остаётся до конца не решённой. Это обусловлено следующими причинами:
- Не все породы, даже на ювенильной стадии, могут размножаться вегетативным способом с требуемой эффективностью (дуб, сосна, ель, орехоплодные и др.);
- Практически невозможно с помощью черенкования размножать многие виды древесных пород в возрасте старше 10—15 лет;
- Не всегда удаётся получать стандартный посадочный материал (возможность накопления и передачи инфекции);
- Трудоемкостью и сложностью операций при размножении взрослых (древесных) растений с помощью прививок;
- Неэффективностью разработанных технологий для получения достаточного количества генетически однородного материала в течение года.

Достижения в области культуры клеток и тканей привели к созданию принципиально нового метода вегетативного размножения — клонального микроразмножения (получение в условиях in vitro (в пробирке), неполовым путём растений, генетически идентичных исходному экземпляру). В основе метода лежит способность растительной клетки реализовывать присущую ей тотипотентность, то есть под влиянием экзогенных воздействий давать начало целому растительному организму.

### Преимущества
Метод микроклонального размножения имеет ряд преимуществ перед существующими традиционными способами размножения:
- получение генетически однородного посадочного материала;
- освобождение растений от вирусов за счёт использования меристемной культуры;
- высокий коэффициент размножения: 10⁵—10⁶ — для травянистых растений, 10⁴—10⁵ — для кустарников, 10⁴ — для хвойных растений);
- сокращение продолжительности селекционного процесса;
- ускорение перехода растений от ювенильной к репродуктивной фазе развития;
- размножение растений, трудно размножаемых традиционными способами;
- возможность проведения работ в течение года и экономия площадей, необходимых для выращивания посадочного материала.

### Недостатки
- Трудоемкость технологии[1], сложный технологический цикл[2]
- Высокие требования к квалификации персонала
- Высокая стоимость оборудования
- Трудоемкость адаптации клонов к естественным условиям выращивания.

## История
Первые достижения в области клонального микроразмножения были получены в конце 50-х годов XX столетия французским учёным Жоржем Морелем, которому удалось получить первые растения-регенеранты орхидей.
Успеху Ж. Мореля в микроразмножении способствовала уже разработанная к тому времени техника культивирования апикальной меристемы растений в условиях in vitro. Как правило, исследователи в качестве первичного экспланта использовали верхушечные меристемы травянистых растений: гвоздики, хризантемы, подсолнечника, гороха, кукурузы, одуванчика, салата и изучали влияние состава питательной среды на процессы регенерации и формирования растений. Ж. Морель в своих работах также использовал верхушку цимбидиума (сем. орхидные) состоящую из конуса нарастания и двух-трёх листовых зачатков, из которой при определённых условиях наблюдал образование сферических сфер — протокормов. Сформировавшиеся протокормы можно было делить и затем культивировать самостоятельно на вновь приготовленной питательной среде до образования листовых примордиев и корней. В результате им было обнаружено, что этот процесс бесконечен и можно было получать в большом количестве высококачественный и генетически однородный, безвирусный посадочный материал.
В России работы по клональному микроразмножению были начаты в 60-х годах в лаборатории культуры тканей и морфогенеза Института физиологии растений им. К. А. Тимирязева РАН. Под руководством чл.-корр. РАН, академика РАСХН Бутенко Р. Г. были изучены условия микроразмножения картофеля, сахарной свеклы, гвоздики, герберы, фрезии и некоторых других растений и предложены промышленные технологии.
Таким образом, первые успехи в клональном микроразмножении связаны с культивированием апикальных меристем травянистых растений на соответствующих питательных средах, обеспечивающих в конечном итоге получение растений-регенерантов.
Однако область применения микроразмножения разнообразна и имеет тенденцию к постоянному расширению. Это в первую очередь относится к размножению in vitro взрослых древесных пород, особенно хвойных, и использование техники in vitro для сохранения редких и исчезающих видов лекарственных растений.
Первые работы по культуре тканей древесных растений были опубликованы в середине 20-х годов XX столетия и связаны с именем французского учёного Готре. В них сообщалось о способности камбиальных тканей некоторых видов вяза и сосны к каллусогенезу in vitro. В последующих работах 40-х годов было выяснено о способности различных тканей вяза листового к образованию адвентивных почек. Однако дальнейший рост и формирование побегов авторами не были получены. Лишь к середине 60-х годов Матесу удалось получить первые растения-регенеранты осины, которые были доведены до почвенной культуры. Культивирование тканей хвойных пород in vitro долгое время использовалось как объект исследования. Это было связано со специфическими трудностями культивирования ювенильных и тем более взрослых тканей, изолированных с растения. Известно, что древесные, и особенно хвойные, характеризуются медленным ростом, трудно укореняются, содержат большое количество вторичных соединений (фенолы, терпены и другие вещества), которые в изолированных тканях окисляются различными фенолазами. В свою очередь, продукты окисления фенолов обычно ингибируют деление и рост клеток что ведёт к гибели первичного экспланта или к уменьшению способности тканей древесных пород к регенерации адвентивных почек, которая с возрастом растения-донора постепенно исчезает полностью. Однако, несмотря на все трудности, учёные все чаще используют в качестве объектов исследований различные ткани и органы древесных растений. Насчитывается более 200 видов древесных растений из 40 семейств, которые были размножены in vitro (каштан, дуб, берёза, клен, осина, гибриды тополей с осиной, сосна, ель, секвойя и др.), а работы в этом направлении ведутся в научных учреждениях Москвы, Санкт-Петербурга, Воронежа, Уфы, Новосибирска, Архангельска, Киева, Одессы, Ялты и др.

## Этапы и методы клонального микроразмножения
Процесс клонального микроразмножения можно разделить на четыре этапа:
1. выбор растения-донора, изолирование эксплантов и получение хорошо растущей стерильной культуры;
2. собственно микроразмножение, когда достигается получение максимального количества мериклонов;
3. укоренение размноженных побегов с последующей адаптацией их к почвенным условиям, а при необходимости депонирование растений-регенерантов при пониженной температуре (+2°, +10 °C);
4. выращивание растений в условиях теплицы и подготовка их к реализации или посадке в поле.